# Gouvernement Aristide Briand (6)
Pour les articles homonymes, voir Gouvernement Aristide Briand.
Troisième République
Aristide Briand V Alexandre Ribot V
Le sixième gouvernement Aristide Briand est le gouvernement de la Troisième République en France du 12 décembre 1916 au 17 mars 1917.

## Composition
| Portefeuille                                                                                   | Titulaire | Titulaire                           | Parti |
| ---------------------------------------------------------------------------------------------- | --------- | ----------------------------------- | ----- |
| Président du Conseil                                                                           |           | Aristide Briand                     | PRS   |
| Ministres                                                                                      |           |                                     |       |
| Ministre des Affaires étrangères                                                               |           | Aristide Briand                     | PRS   |
| Ministre de la Guerre                                                                          |           | Hubert Lyautey (jusqu'au 14-3-1917) | SE    |
| Ministre de la Guerre                                                                          |           | Lucien Lacaze (15/17-3-1917)        | SE    |
| Ministre de la Justice, de l'Instruction publique et des Beaux-Arts                            |           | René Viviani                        | PRS   |
| Ministre de l'Intérieur                                                                        |           | Louis Malvy                         | PRRRS |
| Ministre de la Marine                                                                          |           | Lucien Lacaze                       | SE    |
| Ministre des Finances                                                                          |           | Alexandre Ribot                     | FR    |
| Ministre des Travaux publics, du Transport et du Ravitaillement                                |           | Édouard Herriot                     | PRRRS |
| Ministre du Commerce, Travail, Agriculture, Industrie, Postes et Télégraphes                   |           | Étienne Clémentel                   | RI    |
| Ministre des Colonies                                                                          |           | Gaston Doumergue                    | PRRRS |
| Ministre de l'Armement et des Fabrications de guerre                                           |           | Albert Thomas                       | SFIO  |
| Sous-secrétaires d’État (désignés le 14/12/1916)                                               |           |                                     |       |
| Sous-secrétaire d’État à la Présidence du Conseil et aux Affaires étrangères, chargé du blocus |           | Denys Cochin                        | ALP   |
| Sous-secrétaire d’État aux Administrations financières                                         |           | Albert Métin                        | PRRRS |
| Sous-secrétaire d’État à la Marine marchande                                                   |           | Louis Nail                          | PRRRS |
| Sous-secrétaire d’État aux Transports                                                          |           | Albert-André Claveille              | SE    |
| Sous-secrétaire d'État à l'Administration générale de l'armée (à partir du 28 décembre 1916)   |           | René Besnard                        | PRRRS |
| Sous-secrétaire d’État au Service de Santé militaire                                           |           | Justin Godart                       | PRRRS |
| Sous-secrétaire d’État aux Inventions intéressant la Défense nationale                         |           | Jules-Louis Breton                  | PRS   |
| Sous-secrétaire d’État aux Fabrications de guerre                                              |           | Louis Loucheur                      | PRD   |
| Sous-secrétaire d’État au Travail et à la Prévoyance Sociale                                   |           | Constant Roden                      | RI    |
| Sous-secrétaire d’État à l'Instruction publique et aux Beaux-Arts                              |           | Albert Dalimier                     | PRRRS |

## Fin du gouvernement et passation
Alors en pleine guerre, un incident se produit entre le général Lyautey et la chambre des députés, à propos d’un débat sur l’aviation militaire, et Aristide Briand doit démissionner le 14 mars 1917. Raymond Poincaré choisit au départ Paul Deschanel, président de la Chambre des députés pour devenir président du Conseil, mais c’est finalement Alexandre Ribot qui succède à Briand.